# ميكائيل فرانسوا
ميكائيل فرانسوا (بالفرنسية: Mickaël François)‏ هو منافس ألعاب قوى فرنسي، ولد في 12 مارس 1988 في مونفرماي في فرنسا.

## وصلات خارجية
- ميكائيل فرانسوا على موقع الاتحاد الدولي لألعاب القوى (الإنجليزية)
- ميكائيل فرانسوا على موقع الاتحاد الفرنسي لألعاب القوى (الفرنسية)
- ميكائيل فرانسوا على موقع الدوري الماسي (الإنجليزية)